# NGC 250
NGC 250 là một thiên hà dạng hạt đậu trong chòm sao Song Ngư.